# Randy Hultgren
Randy Hultgren (ur. 1 marca 1966 w Park Ridge w Illinois) – amerykański polityk związany z Partią Republikańską. W latach 2011–2019 przedstawiciel stanu Illinois w Izbie Reprezentantów Stanów Zjednoczonych.